# Saint-Chamant, Corrèze
Saint-Chamant là một xã thuộc tỉnh Corrèze trong vùng Nouvelle-Aquitaine miền trung Pháp.